# Ferdinando Stocchi
Ferdinando Stocchi o Ferrante Stocchi (Taverna, 16 luglio 1611 – Cosenza, 1663) è stato un presbitero, letterato e falsario italiano, noto per aver falsato documenti tesi a provare l'antica nobiltà di Carlo Calà.

## Biografia
In vita Ferrante Stocchi fu un presbitero, appartenente a una famiglia patrizia originaria di Scigliano, esperto nelle scienze fisiche e astrologiche, stimato letterato tanto da essere accolto in giovane età nell'Accademia Cosentina e da aver goduto della stima e dell'amicizia di illustri letterati, quali per esempio Pirro Schettini, il quale difese sempre senza riserve lo Stocchi. Giudizi negativi sulla sua persona vennero espressi dopo che nel 1678 Angelo Matera, un gentiluomo di Scigliano, in punto di morte confessò al vescovo di Martorano di aver aiutato lo Stocchi nella falsificazione di documenti tesi a provare la nobiltà di Carlo Calà, presidente della Regia Camera della Sommaria. Poiché nella confessione del Matera alcuni grotteschi particolari avevano attirato l'intervento del Sant'Uffizio su personaggi ancora viventi (Matera rivelava che era stato ascritto tra i beati, grazie a prove false, un individuo mai esistito e che erano state esposte alla venerazione dei fedeli ossa di animali in luogo consacrato) responsabile di tutte le accuse fu dichiarato Ferrante Stocchi, non più punibile perché morto da alcuni lustri.
Era noto il desiderio di Carlo Calà di nobilitarsi, con acquisto di titoli (acquisto del feudo di Diano con annesso titolo di "duca" per la somma di 50 000 ducati,  acquisto del titolo di marchese di Ramonte e Villanova, ecc). Secondo la maggior parte dei cronisti Ferdinando Stocchi disse al padre di Carlo Calà, Giovanni Maria Calà, "avvocato fiscale" di Cosenza, di poter ricostruire le vicende di due valorosi fratelli Kalà, Enrico e Giovanni, i quali, imparentati nel XII secolo con le famiglie reali di Inghilterra e di Borgogna, avrebbero seguito Enrico VI di Svevia in Calabria guidandone la conquista del regno. Giovanni Kalà, inoltre, dopo un incontro con l'abate di Corazzo Gioacchino da Fiore, si sarebbe ritirato in convento dove avrebbe trascorso il resto della vita in santità. Convinto che i due fossero suoi antenati, Carlo Calà incaricò Ferrante Stocchi di ricercare i documenti relativi ai due fratelli. Ferrante Stocchi avrebbe creato falsi manoscritti in pergamena che fece riporre da complici in varie biblioteche. Scrisse poi due libri, stampati in Calabria, ma che finse di aver trovato all'estero, riportanti fatti in accordo con i manoscritti: il primo datato 1478 (Processus vitae Joannis Colà, authore Martinus Schener ejus contubernale, Ovaldo Schener fratri Brittannica lingua descripta, de mun. ab Aureliano Kerklen ad latinum idioma translata. Datum Tifer 1478) il secondo con la data del 1509 (De rebus fortiter gestis a Ioanne Calà, pront retulit mihi Ioanni Bonatio Florensi Martinus Schener ejus discipulus, Heduae 1509). Scrisse successivamente altre opere che fece scoprire da complici in alcune importanti biblioteche:
- Vita gestaque Ioannis Cala descripta a D. Angelo primo Cisterciensi ad patrem Faustum Eremitam, scoperta all'Angelica di Roma il 20 gennaio 1636;
- De Mundi contemptoribus, firmata da Ezio Mangerio, rinvenuta nella Vaticana;
- Tractatus Lucii de Donato de spiritu prophetiae, quem tradidit Altissimus B. Patri Ioanni Calà rinvenuta nel Monastero della Pietà di Cosenza il 25 giugno 1656;
- due manoscritti, intitolati Opusculum Ioannis de Bonatio de prophetis sui temporis ex occasione cujusdam oraculi ad instantiam Henrici Imperatoris peracli e De visionibus et vaticiniis rinvenuti a Martirano e a Scigliano.

Il 22 maggio 1654, seguendo le indicazioni dei manoscritti, alla presenza di un funzionario di corte e del vicario generale di Martirano furono rinvenute ossa attribuite a un individuo di alta statura che un'iscrizione su seta indicava essere stato il beato Giovanni Kalà; la spiegazione del supporto serico per una scritta risalente all'anno 1255, prima cioè che in Europa fossero stati intrapresi commerci con la Cina, venne attribuita a un miracolo. Le reliquie, che infine risultarono essere ossa di asino, furono trasportate e depositate nella chiesa dei Minimi di Castrovillari. Grazie alla documentazione dello Stocchi, nel 1660 Carlo Calà scrisse una "Storia degli Svevi" in due volumi, il secondo dei quali dedicato alla vita del beato Giovanni Calà, tradotti più tardi in latino. Dopo la confessione del Matera, il materiale apocrifo prodotto dallo Stocchi e le
varie "Storie degli Svevi" del Calà vennero poste all'indice il 27 giugno 1680 da papa Benedetto XIV.
È certa l'opera di contraffazione di Ferdinando Stocchi, compensata peraltro con 24 000 ducati da Carlo Calà. Meno certa l'ignoranza del Calà riguardo alla contraffazione; Innocenzo Fuidoro sostiene che lo stesso Carlo Calà aveva "fatto scrivere molte notizie di mano longobarda, ed in carta affumicata, da un certo Farinello ingegnoso [...] per servirsene a distendere la sua istoria". A Ferdinando Stocchi vengono attribuiti alcuni falsi scritti di Gioacchino da Fiore.

## Opere
- Del portentoso decennio, Cosenza, 1655.
- Carmina et lusus, Cosenza, 1648.